# Information Planet
A Information Planet (antes Information Brazil) é uma
empresa privada no segmento de turismo educacional internacional. Considerada uma rede de agências de intercâmbio mundial com presença em 13 países, sua sede está localizada na cidade de Sydney, Austrália.
A empresa oferece serviços para quem deseja trabalhar e estudar na Austrália, Canadá, Nova Zelândia, Estados Unidos, Irlanda e Reino Unido. Além disso, a Information Planet oferece produtos de turismo internacional pela sua agência de viagens para quem também quer aproveitar as férias como turista.
Atualmente a rede é formada por mais de 25 agências ao redor do mundo.

## História
O sonho do brasileiro Maurício Pucci de desbravar o mundo, trouxe a inspiração em oferecer ao mercado de intercâmbio novas oportunidades de estudo junto com a expertise de quem já viveu fora. Na década de 90 foi fundada a Information Planet. O executivo iniciou as operações em 1996 na Austrália, onde abriu a primeira agência para estudantes brasileiros fora do Brasil.
Com o foco em expandir o mercado de intercâmbio australiano em 1998, Pucci participou de importantes discussões junto aos órgãos governamentais, onde conquistou o reconhecimento das autoridades australianas. A colaboração do executivo junto ao governo contribuiu com as mudanças para vistos de estudantes brasileiros, resultando em uma maior flexibilização na entrada dos estudantes internacionais na Austrália.
Os primeiros anos de operação da Information Planet foram dedicados para auxiliar os estudantes internacionais durante o intercâmbio na Austrália, sendo considerada como uma agência receptiva (on shore agency). Em 2004 a agência fortificou seus serviços e inaugurou sua primeira agência emissora (off shore agency) no Brasil, abrindo caminho para mais 4 agências próprias em território nacional.
Com uma missão global, Pucci também investiu no processo de franquias, que teve início em 2006 com a primeira franqueada em Santos, litoral de São Paulo. Ainda no mesmo ano, a Information Planet inaugurou no Peru a primeira agência emissora fora do Brasil.
Com interesse em conquistar também novos mercados e aumentar a oferta de produtos de vivência no exterior, a agência concluiu também em 2006 seus serviços para intercâmbio na Nova Zelândia. Em 2009 a Information Planet passou a operar para o Canadá, 2012 para os Estados Unidos. Desde 2013 a Irlanda está entre os destinos Information Planet e em 2014 mais uma expansão aconteceu com o início das operações com o destino Reino Unido (Inglaterra e Escócia).
Hoje a rede soma mais de 50.000 pessoas entre estudantes, parceiros e colaboradores que contaram com os serviços da Information Planet.

## Presença mundial
Agências receptivas (on shore Agency)
As agências ‘on shore’ recebem os estudantes internacionais em sua chegada ao país estrangeiro e colaboram com sua estada oferecendo serviços como palestras, orientação para trabalho, planejamento de estudo, renovação de visto, acesso local à internet e entre outros serviços.
Austrália, Manly - Sydney 
Austrália, Centro Sydney 
Austrália, Brisbane 
Austrália, Perth 
Austrália, Melbourne [17]
Canadá, Toronto 
Agências emissoras (off shore Agency)
As agências ‘off shore’ realizam todo o planejamento de estudo atendendo à todas necessidades como contrata a escola, acomodação, transfer, passagem aérea, aplicação do visto, cash passport e seguro viagem.
A equipe brasileira é formada por colaboradores que já viveram fora do país, o que reafirma o compromisso da agência em fornecer além de experiência, ser um condutor para uma viagem de sucesso e experiências inesquecíveis.
Brasil  (ver "presença no Brasil")
Peru 
México 
Colômbia 
Bélgica 
Portugal 
Polônia 
República Tcheca 
Eslováquia 
Espanha 
França 

## Presença no Brasil

### São Paulo
- Brooklin
- Jardins
- Vila Madalena (fechada)
- Lapa
- Santana
- Itaim - Pinheiros
- Tatuapé
- ABC Paulista
- Campinas
- Santos (fechada)
- São José dos Campos
- São José do Rio Preto

### Rio de Janeiro
- Barra da Tijuca

### Bahia
- Salvador

### Distrito Federal
- Brasília

### Minas Gerais
- Belo Horizonte

### Rio Grande do Sul
- Porto Alegre

### Paraná
- Curitiba